# This Is the Remix (альбом Джессики Симпсон)
This Is the Remix — первый ремиксовый альбом певицы Джессики Симпсон, выпущен 2 июля 2002 года.

## Об альбоме
This Is the Remix состоит из семи ремиксов на четыре сингла Симпсон, над которыми работали такие диджеи, как Peter Rauhofer и Hex Hector. Музыка была создана под влиянием различных жанров электронной музыки, таких как эмбиент и техно. В альбом «This Is the Remix» не было включено ни одной новой песни.
Альбом был продан по бюджетной цене и стартовал на восемнадцатой строчке Billboard Top Electronic Albums Chart. Этот сборник ремиксов был выпущен для увеличения продаж и продвижения её умеренно успешного альбома Irresistible. Тем не менее, в США было продано 100 000 копий и 500 000 копий по всему миру.